# Diocesi di Franca
La diocesi di Franca (in latino: Dioecesis Francopolitana) è una sede della Chiesa cattolica in Brasile suffraganea dell'arcidiocesi di Ribeirão Preto. Nel 2021 contava 390.751 battezzati su 651.253 abitanti. È retta dal vescovo Paulo Roberto Beloto.

## Territorio
La diocesi comprende 19 comuni nella parte nord-orientale dello stato brasiliano di San Paolo: Franca, Aramina, Buritizal, Cristais Paulista, Guará, Igarapava, Itirapuã, Ituverava, Jeriquara, Nuporanga, Orlândia, Patrocínio Paulista, Pedregulho, Restinga, Ribeirão Corrente, Rifaina, Sales Oliveira, São Joaquim da Barra e São José da Bela Vista.
Sede vescovile è la città di Franca, dove si trova la cattedrale dell'Immacolata Concezione (Nossa Senhora da Conceição).
Il territorio si estende su una superficie di 6.635 km² ed è suddiviso in 45 parrocchie, raggruppate in 5 foranie: Nossa Senhora da Conceição, Nossa Senhora Aparecida, Beata Rita amada de Jesu, São Joaquim e Santa Gianna.

## Storia
La diocesi è stata eretta il 20 febbraio 1971 con la bolla Quo aptius di papa Paolo VI, ricavandone il territorio dall'arcidiocesi di Ribeirão Preto.
Il 14 giugno 1977, con la lettera apostolica Constat christifideles, lo stesso papa Paolo VI ha confermato la Beata Maria Vergine Immacolata patrona principale della diocesi.

## Cronotassi dei vescovi
Si omettono i periodi di sede vacante non superiori ai 2 anni o non storicamente accertati.
- Diógenes da Silva Matthes † (11 marzo 1971 - 29 novembre 2006 ritirato)
- Caetano Ferrari, O.F.M. (29 novembre 2006 succeduto - 15 aprile 2009 nominato vescovo di Bauru)
- Pedro Luiz Stringhini (30 dicembre 2009 - 19 settembre 2012 nominato vescovo di Mogi das Cruzes)
- Paulo Roberto Beloto, dal 23 ottobre 2013

## Statistiche
La diocesi nel 2021 su una popolazione di 651.253 persone contava 390.751 battezzati, corrispondenti al 60,0% del totale.
| anno | popolazione | popolazione | popolazione | presbiteri | presbiteri | presbiteri | presbiteri                | diaconi | religiosi | religiosi | parrocchie |
| anno | battezzati  | totale      | %           | numero     | secolari   | regolari   | battezzati per presbitero | diaconi | uomini    | donne     | parrocchie |
| ---- | ----------- | ----------- | ----------- | ---------- | ---------- | ---------- | ------------------------- | ------- | --------- | --------- | ---------- |
| 1976 | 360.000     | 401.700     | 89,6        | 35         | 10         | 25         | 10.285                    |         | 30        |           | 23         |
| 1977 | 205.000     | 335.000     | 61,2        | 22         | 9          | 13         | 9.318                     |         | 19        | 50        | 23         |
| 1990 | 478.000     | 660.000     | 72,4        | 33         | 14         | 19         | 14.484                    |         | 61        | 56        | 31         |
| 1999 | 865.000     | 988.000     | 87,6        | 47         | 33         | 14         | 18.404                    |         | 46        | 45        | 25         |
| 2000 | 600.000     | 750.000     | 80,0        | 47         | 34         | 13         | 12.765                    |         | 50        | 45        | 26         |
| 2001 | 600.000     | 750.000     | 80,0        | 44         | 32         | 12         | 13.636                    |         | 65        | 46        | 28         |
| 2002 | 600.000     | 750.000     | 80,0        | 50         | 36         | 14         | 12.000                    | 11      | 62        | 46        | 28         |
| 2003 | 600.000     | 750.000     | 80,0        | 50         | 37         | 13         | 12.000                    | 11      | 61        | 46        | 28         |
| 2004 | 600.000     | 760.000     | 78,9        | 56         | 40         | 16         | 10.714                    | 10      | 51        | 44        | 28         |
| 2006 | 614.000     | 778.000     | 78,9        | 61         | 45         | 16         | 10.065                    | 10      | 41        | 35        | 30         |
| 2013 | 664.000     | 842.000     | 78,9        | 80         | 58         | 22         | 8.300                     | 16      | 36        | 45        | 40         |
| 2016 | 681.000     | 863.000     | 78,9        | 79         | 58         | 21         | 8.620                     | 16      | 42        | 49        | 42         |
| 2019 | 697.300     | 883.800     | 78,9        | 81         | 60         | 21         | 8.608                     | 32      | 63        | 47        | 44         |
| 2021 | 390.751     | 651.253     | 60,0        | 85         | 62         | 23         | 4.597                     | 33      | 64        | 46        | 45         |